# 세체니 광장

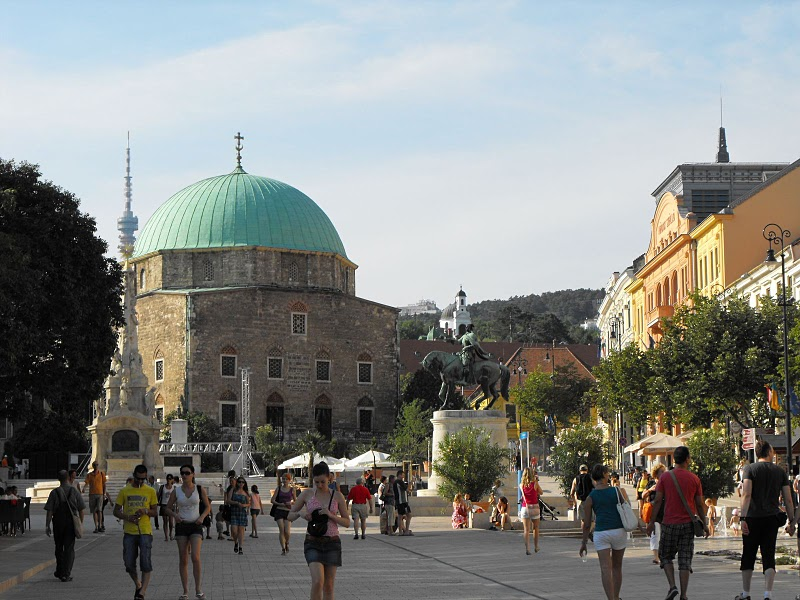
세체니 광장

세체니 광장(헝가리어: Széchenyi tér)은 헝가리 버러녀주 페치에 있는 중앙 광장이다. 중세 시대에는 시청과 교구 교회가 있는 도시의 시장 역할을 했다. 1864년에 세체니라는 이름이 붙기 전에는 여러 다른 이름을 가졌다. 12개의 거리가 광장으로 이어진다. 매년 열리는 페치 축제 기간 동안 광장에서 와인과 포도 축제가 열린다. 도시의 크리스마스 트리는 세체니 광장에 세워진다.